# クワイエット・ライフ
「クワイエット・ライフ」(Quiet Life) は、イギリスのニュー・ウェイヴ・バンド、ジャパンの楽曲。歌詞の内容は、当時バンドが直面していた問題について歌っている。彼らはアメリカ合衆国におけるレコード契約を失い、所属していたハンザ・レコードからはイギリスでヒット曲を出すようプレッシャーをかけられていた。
「クワイエット・ライフ」は1979年12月にまず日本でシングルがリリースされ、B面には「ハローウィーン (Halloween) が収録された。1980年3月にはドイツとオランダでリリースされてB面には「Second That Emotion」が収録され、イギリスでは「Second That Emotion」をA面にしたシングルのB面曲としてリリースされたがこれは不発に終わった。1981年のアルバム『錻力の太鼓 (Tin Drum)』の成功を受けて、ハンザ・レコードは続くコンピレーション・アルバム（ベスト・アルバム）『アセンブラージュ (Assemblage)』をプロモートするためにこの曲のシングルを再度リリースした。この曲は、全英シングル・チャートでトップ20入りするヒットとなり、1981年10月に2週にわたって19位に入った。

## トラックリスト
7": Ariola / AHA 1013 （1979年、日本）
1. クワイエット・ライフ / "Quiet Life" – 4:14
2. ハローウィーン / "Halloween" – 4:24

7": Hansa （1980年、ドイツ、オランダ）
1. "Quiet Life" – 3:51
2. "Second That Emotion" – 3:46

7" B-side: Ariola / AHA 559 (1980, UK)
1. "Second That Emotion" – 3:46
2. "Quiet Life" – 3:51

7": Hansa / HANSA 6 （1981年、イギリス）
1. "Quiet Life" – 3:34
2. "A Foreign Place" – 3:11

12" Hansa / HANSA 12-6 （1981年、イギリス）
1. "Quiet Life" (Extended Version) – 4:50
2. "A Foreign Place" – 3:11
3. "Fall in Love With Me" – 4:30

## チャート
| チャート（1981年）  | 最高位 |
| ------------------- | ------ |
| UK シングルス (OCC) | 19     |